# Marquesado de Camachos
El marquesado de Camachos es un título nobiliario español, que fue concedido en el Reino de Dos Sicilias, a favor de Felipe de Borja y Tacón Garro de Cáceres, capitán de navío. Con posterioridad, su bisnieta María de los Dolores de Borja y Fernández Buenache, solicitó título de Castilla, y con fecha 8 de agosto de 1858 fue concedido por la reina Isabel II, por lo que pasó a ser primera marquesa de Camachos.

## Marqueses de Camachos
|                                  | Titular                                         | Periodo                          |
| Título del Reino de Dos Sicilias | Título del Reino de Dos Sicilias                | Título del Reino de Dos Sicilias |
| -------------------------------- | ----------------------------------------------- | -------------------------------- |
| "I"                              | Felipe de Borja y Tacón Garro de Cáceres        | 1736-1795                        |
| "II"                             | Francisco de Borja y Poyo                       | 1795-1808                        |
| "III"                            | María de los Dolores Borja y Fernández Buenache | 1808-1859                        |
| Título de Castilla por Isabel II |                                                 |                                  |
| I (IV)                           | María de los Dolores Borja y Fernández Buenache | 1858-1859                        |
| II (V)                           | Pedro Rossique y Hernández                      | 1859-1869                        |
| III (VI)                         | Francisco de Asís Rossique y Pagán              | 1870-1903                        |
| IV (VII)                         | Julián Rossique y Lisón                         | 1909-1939                        |
| Rehabilitado en 1959             |                                                 |                                  |
| V (VIII)                         | Enrique Botella y Fuster                        | 1959-1994                        |
| VI (IX)                          | Enrique Manuel Botella y García-Lastra          | Actual titular                   |

## Historia
- Felipe de Borja y Tacón Garro de Cáceres, nacido en 1695 en Cartagena. I marqués de Camachos en Dos Sicilias (concedido por Don Carlos VII Rey de las Dos Sicilias, luego Don Carlos III Rey de España, el 16-4-1736, por acciones de gran valor en la recuperación del Reino de las Dos Sicilias), capitán de Navío, patrono de Lorca (1759), hermano mayor del hospital de la Caridad de Cartagena.

1. Casó en 1729 con Ignacia del Poyo y Anrich, nacida en Cartagena; hija de Juan del Poyo y Corvari, alcalde de la Santa Hermandad 1697, regidor perpetuo de Cartagena, alférez mayor de dicha ciudad en 1701 y cofrade de la Hermandad del Cristo, y de Lucrecia Anrich y Torres. Padres de:

- Francisco de Borja y Poyo, nacido en 1733 en Cartagena, fallecido el 10-VI-1808 allí (asesinado por el populacho), bajo disposición testamentaria otorgada, mancomunadamente con

1. su consorte, el 18-XI-1804 en Cartagena ante Agustín Carlos Roca; sepultado en La Caridad. II Marqués de Camachos en Dos Sicilias, X Capitán General de la Real Armada, Capitán General de Marina del Dto. de Cartagena, Caballero de la Orden de Santiago (12-II-1762), Caballero Gran Cruz de la Orden de Carlos III (15-I-1803) (Exp.1181), Comendador de Fuente del Emperador en la Orden de Calatrava, Gentilhombre de Cámara de S.M. con ejercicio, Alcalde Mayor perpetuo honorífico y Regidor de preeminencia de Cartagena.

1. Casó el 17-II-1767 en Cartagena con Pascuala Everardo-Tilly y Panés, Condesa de Pozo Nuevo, II Vizcondesa de Everardo, II Marquesa de Casa-Tilly y Dama de la Orden Militar de la Banda de la Reina María Luisa. Padres de:

- José de Borja y Everardo-Tilly, nacido el 14-III-1768 en Cartagena, bautizado el 15 en Santa María; fallecido antes de 1804 por lo que no heredó a sus padres. Teniente de Fragata de la Real Armada (1781), Caballero de la Orden de Santiago (1791).

1. Casó con María de la Antigua Fernández Buenache y Treviño, nacida en Villanueva de los Infantes (Ciudad Real); hija de Pedro Francisco Fernández Buenache, Capitán de Dragones de Lusitania, Regidor Preheminente y Alguacil Mayor de Millones de Villanueva de los Infantes, y de María Francisca Treviño y Vélez, nacida en Manzanares. Padres de María de los Dolores de Borja y Fernández Buenache III Marquesa de Camachos en Dos Sicilias, que solicitó por mediación de su marido Pedro Rossique y Hernández a la Reina Isabel II Título de Castilla con la misma denominación que el Título extranjero que portaba, justificándolo en reconocimiento a los dilatados méritos y servicios a la Corona de su abuelo el capitán general de la Armada Francisco de Borja.

Título de Castilla en 1858:
- María de los Dolores de Borja y Fernández Buenache, III Marquesa de Camachos en Dos Sicilias, I Marquesa de Camachos (expedido Título de Castilla en 8-VIII-1858 por Isabel II en reconocimiento a los dilatados méritos y servicios a la Corona de su abuelo el capitán general de la Armada Francisco de Borja), III Marquesa de Casa-Tilly, Dama de la Orden Militar de la Banda de la Reina María Luisa(1841). Hija única nacida el 26-III-1793 en Cartagena, bautizada el 26 en Santa María; fallecida el 28-VIII-1861 allí, sepultada en La Caridad. Testó el 31-I-1861 ante Félix Fernández (Prt.11004), partición de sus bienes el 10-XII-1879 ante Antonio Ramos Maestre (Prt.11104-F.3266).

1. Casó en primeras nupcias con Fernando María de Sotomayor y López de Padilla[1] quien falleció 26 Jun 1827, sin descendientes.
2. Casó en segundas nupcias con su primo segundo Pedro Rossique y Hernández, quien le sucedió, por cesión:

- Pedro Rossique y Hernández , II Marqués de Camachos, (título cedido por su mujer el 25-II-1859 en Murcia ante Félix Fernández y aprobada la cesión por la Reina Isabel II, por lo que se crea una nueva cabeza de línea), IV Marqués de Casa-Tilly, Caballero de la Orden de Santiago (1857), caballero de la Orden Militar de San Fernando de Primera Clase, Caballero Gran Cruz de la Real Orden de Carlos III, Cruz de la Beneficencia de 1ª Clase con placa, maestrante de Sevilla, gobernador civil de Murcia (1854), senador del Reino vitalicio, jefe del Partido Liberal Progresista por Murcia, coronel de la Milicia Urbana. Antes de 1836, regidor perpetuo de Cartagena, alcalde de la Santa Hermandad y su alférez mayor.

1. Casó en segundas nupcias, el 30-Nov-1864 en Murcia con Rita Pagán y Ayuso. Padres entre otros de:

- Francisco de Asís Rossique y Pagán, III marqués de Camachos y V marqués de Casa-Tilly (30-V-1870). Murió en Ponce (Puerto Rico) el 8-11-1903 en circunstancias especiales. Su viuda nunca consiguió el certificado de defunción.

1. Casó con Adelaida Ximenez de Zadava Lisón y Fontana. Padres de:

- Julián Rossique y Lisón, IV marqués de Camachos (15-IX-1909). Asesinado durante la Guerra Civil el 18-VI-1939 en Madrid. Sin descendientes. Le sucedió, por rehabilitación, un pariente colateral en grado 6, descendiente de una hermana del II marqués:

Rehabilitado en 1959 por:
- Enrique Botella y Fuster, nacido el 17-V-1916 en Madrid, fallecido el 22-VIII-1993 allí. V marqués de Camachos (4-XII-1959), Ingeniero Agrónomo.

1. Casó el 16-VII-1954 en Madrid (San Ginés) con María del Carmen García-Lastra y Martínez, nacida el 8-III-1929 en Issy les Moulineaux, Seine, Francia, hija de Quintín García Lastra, nacido en Valladolid, y de Eladia Martínez, nacida en Cioño Santa Ana, Asturias. Padres de:

- Enrique Manuel Botella y García-Lastra, nacido el 5-IX-1956 en Madrid. VI marqués de Camachos (11-III-1994).

1. Casó con Yolanda Madrid Sanz. Con sucesión.